# Jüdischer Friedhof Jesberg
Der Jüdische Friedhof Jesberg ist ein Friedhof in der Gemeinde Jesberg im Schwalm-Eder-Kreis in Hessen.
Der 1092 m² große jüdische Friedhof liegt am Rand des Hembergs, etwa einen Kilometer westlich des Ortes zwischen der nördlich fließenden Gilsa und der südlich verlaufenden B 3. Auf dem Friedhof sind etwa 20 Gräber vorhanden. Über die genaue Anzahl der Grabsteine gibt es keine Angaben.

## Geschichte
Der jüdische Friedhof in Jesberg wurde um das Jahr 1900 angelegt. Vorher wurden die Toten der jüdischen Gemeinde auf dem jüdischen Sammelfriedhof in Haarhausen bei Borken beerdigt. Der Friedhof in Jesberg war bis 2009 von – teils hohen – Bäumen und einem Holzzaun umgeben. Dann erfolgte eine radikale Abholzaktion.